# Łowczyk białogrzbiety
Łowczyk białogrzbiety, łowiec białogrzbiety (Todiramphus albonotatus) – gatunek małego ptaka z rodziny zimorodkowatych (Alcedinidae). Jest endemitem wyspy Nowa Brytania z Archipelagu Bismarcka, administracyjnie należącej do Papui-Nowej Gwinei. W Czerwonej księdze gatunków zagrożonych IUCN klasyfikowany jest jako gatunek bliski zagrożenia (NT, Near Threatened).

## Systematyka
Pierwszego naukowego opisu gatunku dokonał australijski zoolog Edward Pierson Ramsay w 1884 roku, nadając mu nazwę Halcyon (Cyanalcyon) albonotata. Opis ukazał się na łamach „Proceedings of the Linnean Society of New South Wales”. Autor jako miejsce typowe wskazał wyspę Nowa Brytania. Nie wyróżnia się podgatunków. Zwyczajowo łowczyk białogrzbiety razem z następującymi gatunkami: łowczyk molucki, łowczyk lazurowy, łowczyk leśny, łowczyk różoworzytny i łowczyk białoszyi tworzy grupę gatunków.

### Etymologia
- Todiramphus: rodzaj Todus Brisson, 1760 (płaskodziobek); gr. ῥαμφος rhamphos „dziób”[11].
- albonotata: łac. albus – biały, łac. notatus – oznaczony[12].

## Morfologia
Mały ptak o dużym, szerokim u nasady, czarnym dziobie, którego górna część jest nieco jaśniejsza, a dolna u nasady często ma kolor rogu. Nogi i stopy szaro-czarne. Tęczówki ciemnobrązowe. Występuje niewielki dymorfizm płciowy. Góra głowy niebieska z lekkim turkusowym odcieniem; poniżej czarna, dosyć wąska maska obejmująca nasadę dzioba, od górnej szczęki poprzez okolice oczu rozciągająca się wokół głowy. Pomiędzy nią a górą głowy, w okolicy nozdrzy biała plamka. Podgardle, gardło, szyja, kark, brzuch i boki białe, podobnie jak pokrywy podogonowe, grzbiet i kuper. Skrzydła ciemnoniebieskie, ogon dość krótki, także ciemnoniebieski. U samicy dolna część grzbietu i kuper ciemnoniebieskie. Młode osobniki mają matowe ubarwienie, a na białych częściach ciała płowożółte przebarwienia. Długość ciała 16–18 cm, masa ciała jednego zbadanego samca – 32 g.

## Zasięg występowania
Łowczyk białogrzbiety występuje tylko na jednej wyspie z Archipelagu Bismarcka – Nowej Brytanii, administracyjnie należącej do Papui-Nowej Gwinei. Występuje głównie na terenach położonych do wysokości 1000 m n.p.m. Jego zasięg występowania według szacunków organizacji BirdLife International obejmuje około 63,4 tys. km².

## Ekologia
Głównym habitatem łowczyka białogrzbietego są wilgotne nizinne lasy tropikalne – pierwotne i wtórnego wzrostu oraz ich obrzeża. Jest gatunkiem osiadłym. Długość pokolenia jest określana na 4 lata. Dieta tego gatunku składa się z dużych owadów, głównie prostoskrzydłych (Orthoptera), w tym świerszczy (Grylloidea). Zdobyczy często wypatruje siedząc na gałęziach w górnych partiach lasu.

### Rozmnażanie
Niewiele wiadomo o rozmnażaniu i gniazdowaniu tego gatunku. Okres lęgowy trwa od sierpnia do października. Gniazduje w nadrzewnych termitierach zlokalizowanych na wysokości około 2 m nad ziemią – oba ptaki z pary wykopują w nich tunel zakończony komorą lęgową. W lęgu 2–3 jaja.

## Status
W Czerwonej księdze gatunków zagrożonych IUCN łowczyk białogrzbiety jest klasyfikowany jako gatunek bliski zagrożenia (NT, Near Threatened). Liczebność populacji jest szacowana jest na więcej niż 2,5 tys., a mniej niż 10 tys. dorosłych osobników. Trend populacji uznawany jest za spadkowy, z powodu zagrożeń związanych ze zmniejszaniem się habitatu.